# Hoy (álbum de Pez)
Hoy es el noveno disco de Pez, grupo de rock argentino. Fue grabado y mezclado en los Estudios TNT entre julio y septiembre de 2006 y editado por el propio grupo mediante su propio sello independiente Azione Artigianale.
El ingeniero de grabación y mezcla (además coproductor del disco) fue Mauro Taranto, asistido en la grabación por Rosamel Gómez Rivas. Fue masterizado en La Lucila por Mario Breuer. El diseño pertenece a Hernán Archivado el 22 de marzo de 2007 en Wayback Machine. y Alejandro Leonelli.

## Música
Según el guitarrista, Ariel Minimal,[cita requerida] fue difícil realizar un trabajo reduciendo la distorsión. Fue algo que la banda estuvo intentando hace tiempo. La hija de Ariel había nacido entre los años de grabación. Esto marcó un gran cambió y según en él,[cita requerida] se refleja en este disco. Puede destacarse la canción "Al Espacio", dedicada a su hija.
Muchas de las canciones muestran el uso de la escala mayor. Algunas demuestran un sonido espacial, psicodélico y relajante en muchos interludios donde la voz de Ariel Minimal no resalta.
Tienen un estilo más ligero con uso de guitarras acústicas, entre ellas "Toda la Mañana" y "Tiembla". Esta última es cantada por el baterista Franco Salvador, quien compuso su música y le dio letra. Finalmente, encontramos canciones con instrumentos adicionales como las cuerdas de "El Viaje" o la armónica de "Hoy".

## Canciones
| N.º | Título                 | Letras                      | Música                 | Duración |  |
| 1.  | «Toda la mañana»       | Ariel Minimal               | Gustavo Fósforo García | 1:58     |  |
| 2.  | «Bettie al desierto»   | Fabián Casas, Ariel Minimal | Ariel Minimal          | 2:39     |  |
| 3.  | «Los lados B»          | Ariel Minimal               | Franco Salvador        | 3:53     |  |
| 4.  | «A buscar»             | Ariel Minimal               | Leopoldo Limeres       | 3:10     |  |
| 5.  | «Difícil de conseguir» | Fabián Casas, Ariel Minimal | Ariel Minimal          | 5:38     |  |
| 6.  | «El viaje»             | Ariel Minimal               | Ariel Minimal          | 4:39     |  |
| 7.  | «Al espacio»           | Ariel Minimal               | Ariel Minimal          | 7:42     |  |
| 8.  | «Rompevientos»         | Hernán                      | Ariel Minimal          | 4:06     |  |
| 9.  | «La sin nombre»        | Ariel Minimal               | Ariel Minimal          | 6:13     |  |
| 10. | «Melodías sanadoras»   | Ariel Minimal               | Ariel Minimal          | 2:34     |  |
| 11. | «La verdad»            | Ariel Minimal               | Leopoldo Limeres       | 4:51     |  |
| 12. | «Tiembla»              | Franco Salvador             | Franco Salvador        | 3:28     |  |
| 13. | «Hoy»                  | Fabián Casas, Ariel Minimal | Ariel Minimal          | 10:29    |  |

## Personal

### Pez
- Ariel Minimal: voz, guitarras, guitarra acústica.
- Gustavo Fósforo García: bajo, coros
- Franco Salvador: batería, percusión, voz
- Leopoldo Limeres: piano eléctrico, sintetizadores, teclados, coros.

### Músicos invitados
- Federico Terranova: arreglo para violín y cuerdas en "El viaje" y "La verdad".
- Alfredo Zuccarelli: violonchelo en "El viaje" y "La verdad".
- César Checho Marcos: armónica en "Hoy".
- Florencia Flopa Lestani: voz en "Hoy".
- Felipe Barroso: solo de guitarra en "Hoy".

## Datos
- "Al espacio" es una canción compuesta y dedicada por Ariel Minimal a su hija Mina.
- "Tiembla" es el primer tema compuesto completamente por Franco Salvador, quien también lo canta.

- Datos: Q5845875